# Утти (аэродром)
Аэродро́м У́тти (фин. Utin lentoasema)— военный аэродром, авиабаза ВВС Финляндии в Утти, Коувола, Финляндия. Расположен между станциями Коувола и Кайпиайнен, немного восточнее форта Утти. Здесь базируется вертолётный батальон Егерского полка «Утти»
Название аэродрома стало широко известно в России после выхода фильма «Особенности национальной охоты», режиссер А. Рогожкин. Один из главных героев фильма, молодой финский писатель Райво (актер В. Хаапасало) говорит, что проходил срочную службу в роте охраны аэродрома Утти